# 栃木県公安委員会
栃木県公安委員会（とちぎけんこうあんいいんかい）は、栃木県警察を管理するため栃木県知事所轄の下に設置される行政委員会である。3人の委員で組織される。所在地は宇都宮市塙田1丁目1番20号である。

## 委員
- 委員長
  - 古澤利通
- 委員
  - 蓮田勝美
  - 佐藤千鶴子

## 下部組織
- 栃木県警察